# Redo of Healer
Redo of Healer (kompletter Titel The Redo of a Healing Magician: Transcendental Healing of Instant Death Magic and Skill Copying) ist eine Anime-Fernsehserie des Studios TNK, die auf der Light-Novel-Reihe Kaifuku Jutsushi no Yarinaoshi von Rui Tsukiyo basiert.
Die erste Folge von Redo of Healer wurde am 13. Januar 2021 im japanischen Fernsehen gezeigt. Die Animeserie erscheint in drei unterschiedlichen Varianten: Eine zensierte Version für die Free-TV-Sender, einer unzensierten Version, die auf dem Pay-TV-Sender AT-X gezeigt wird und einer exklusiven Version für Streaming-Anbieter. Der Verleger Animoon Publishing sicherte sich die Lizenz für den deutschsprachigen Raum; Sentai Filmworks für mehrere Regionen weltweit.
Der Anime folgt dem Heilmagier Keyaru, der in die Zeit zurück reist, um Rache an seiner ehemaligen Abenteurergruppe („Party“) zu üben. Die Ankündigung der Animeserie rief in der Szene kontroverse Diskussionen, größtenteils aufgrund der im Manga dargestellten Gewaltszenen, hervor.

## Handlung
Keyaru ist ein gewöhnlicher Junge, der in einem Dorf im Königreich Gioral aufwächst und nachts unter albtraumhaften Visionen leidet, die ihn scheinbar in der Zukunft zeigen. Eines Tages befiehlt ihm eine Stimme das allsehende Auge der Geister an sich zu bringen, woraufhin Keyaru in Trance zu einem See mitten im Wald geht und dort von einem Naturgeist dieses auch erhält. Mit dem Erhalt des allsehenden Auges sieht er eine zukünftige Vision, in der er als Heilmagier der Heldengruppe gegen den König der Dämonen kämpft. Auch erhält er seine Erinnerungen an diese Zukunft zurück: Er sieht, dass er von seinen Mitgliedern über vier Jahre unter Drogen gesetzt, gedemütigt und sexuell missbraucht wird. Auch ist er es, nachdem die übrige Gruppe vom Dämonenkönig besiegt wurde, der eben diesen König der Dämonen schlägt und so den „Stein der Weisen“ erhält, mit dessen Hilfe er vier Jahre in die Vergangenheit reist, obwohl er gewarnt wird, seine Erinnerungen zu verlieren.
Tatsächlich wird Keyaru auch in der neuen Zeitlinie als Held der Heilmagie ausgewählt und beginnt sich alsbald darauf auf seine Zukunft vorzubereiten, in dem er durch das Verspeisen giftiger und halluzinogener Pilze und Pflanzen eine Resistenz gegen Drogen aufzubauen versucht. Eines Tages erscheint Flare, die Prinzessin des Königreichs Giorial und Heldin der Offensivmagie, in Keyarus Heimat und nimmt diesen mit ins Königreich. Anfangs ihm gegenüber freundlich, ändert sich dies, als sie erfährt, dass er ein Heiler ist. Tagsüber lernt Keyaru alles über das königliche Leben und das Heldentum, nachts hat er Geschlechtsverkehr mit den Dienstmädchen im Schloss, dessen Erfahrungspunkte er mithilfe seiner magischen Fähigkeiten in sich aufnimmt. Eines Tages kehrt die Schwertkämpferin Kureha Krylet, die im Kampf gegen einen hochrangigen Dämonen ihren Arm verloren hat, an den Hof zurück. Keyaru kann ihren verlorenen Arm wieder herstellen, bricht aber unter den Schmerzen, die er durch seine Heilung wirkt, zusammen.
Weil das Heilen der Wunden unsägliche Schmerzen auslöst – da Keyaru in Visionen sieht, wie die Verletzungen zustande kamen, und ebenfalls die Schmerzen spürt –, sich weigert, seine Magie einzusetzen, lässt die Prinzessin ihn betäuben. Im Kerker angekettet, soll er dort von den Dienstmädchen und Rittern unter Drogen gesetzt, mental gedemütigt und sexuell missbraucht werden, um seinen Willen zu brechen. Eines Tages kann er durch seine Magie und neu erlernten Fähigkeiten aus dem Kerker fliehen, die Gestalt des Anführers der königlichen Ritter annehmen und so in die Gemächer der Prinzessin gelangen. Dort entledigt er sich der Leibgarde, bedroht und vergeht sich sexuell an Flare, der er im Anschluss die Erinnerung auslöscht und ein neues Aussehen gibt.
Keyaru, der seine Identität ebenfalls verändert hat und nun Keyarga heißt, beschließt am folgenden Morgen, den Dämonenkönig zu suchen und seine Rache gegen die übrigen Helden auszuweiten.

## Produktion
Am 21. November 2019 wurde angekündigt, dass zur Light-Novel-Reihe eine Anime-Fernsehserie produziert wird. Als Regisseur fungiert Takuya Asaoka, während das Charakterdesign von Junji Gotō, der früher bereits an den Anime-Umsetzungen zu Highschool D×D und Senran Kagura: Shinovi Master beteiligt war, entworfen wird. Die Anime-Serie entsteht im Studio TNK.
Am 15. Juni 2020 wurde die Sprecherbesetzung der Hauptcharaktere bekanntgegeben und der Anime für eine Ausstrahlung im Jahr 2021 angekündigt. Das Lied im Vorspann heißt Zankoku na Yume to Nemure und wird von Minami Kuribayashi gesungen, während der Abspann Yume de Sekai wo Kaeru nara durch die J-Pop-Gruppe ARCANA PROJECT interpretiert wird. Die Musik in der Serie wurde von Kenji Fujisawa, der auch die Musik für die Anime-Fernsehserie Baki und dessen Fortsetzung komponierte, angefertigt.
Am 31. Dezember 2020 wurde bekannt, dass der Anime aus zwölf Episoden besteht.

## Veröffentlichung
Am 15. Juni 2020 wurde die Serie für eine Ausstrahlung im Laufe des Jahres 2021 angekündigt. Ende Oktober gleichen Jahres wurde angekündigt, dass der Anime im Januar 2021 auf Tokyo MX und AT-X im japanischen Fernsehen gezeigt wird. Mitte Dezember wurde angekündigt, dass die Anime-Fernsehserie ab dem 13. Januar 2021 in Japan gezeigt wird. Des Weiteren wurden weitere Fernsehsender genannt, die die Serie zeigen, darunter KBS Kyoto, SUN und BS11. Außerdem wurde bekanntgegeben, dass eine fernsehfreundliche und eine unzensierte Version, die sogenannte Complete Recovery Version, des Anime erscheint. Eine spezielle dritte Redo Version der Serie ist exklusiv auf diversen Streaming-Diensten zu finden.
Am 25. November 2020 kündigte der deutsche Anime-Verleger Animoon Publishing an, sich die Serie gesichert zu haben. Zudem wurde bekanntgegeben, dass die Serie Ende des Jahres 2021 auf DVD und Blu-ray-Disc veröffentlicht wird. Am 14. Januar 2021 erklärte Animoon auf Nachfragen deutschsprachiger Anime-Fans, dass sich der Simulcast der Serie etwas verzögere und nur eine zensierte Fassung gezeigt, während die unzensierte im Handel erscheinen werde. Am 19. Januar wurde der Simulcast endgültig abgesagt, nachdem die kontaktierten Streaminganbieter die Aufnahme der Serie in ihr Programm aufgrund des Inhalts verwehrten. Zwischenzeitlich gab die FSK bekannt, dass vier Episoden der Serie eine Freigabe ab 16 Jahren erhalten haben. AniMoon selbst gab am 6. Oktober 2021 bekannt, dass Vol. 1 der Serie, welche die Episoden 1 bis 4 enthalten sollte, erstinstanzlich keine Freigabe durch die FSK erhalten habe., auch zweitinstanzlich wurde eine FSK-Freigabe verweigert. Die Disc-Veröffentlichung der ersten DVD und Blu-ray verschob sich mehrfach: Nachdem der ursprüngliche Veröffentlichungstermin zunächst auf dem 15. Oktober vorverlegt wurde, kündigte Animoon im September an, dass Redo of Healer erst ab November veröffentlicht werde. Einen Monat später wurde bekanntgegeben, dass die Serie erneut verschoben wurde; dieses Mal auf den 17. Dezember 2021. Im November 2021 gab AniMoon bekannt, dass die beiden anderen Discs zur Serie im Februar und März 2022 veröffentlicht werden. Volume 1 erschien schlussendlich am 23. Dezember 2021 im eigenen Shop des Verlegers, und im regulären Handel eine Woche später. Zwischenzeitlich erhielt auch die kontroverse zweite Episode in einer geänderten Fassung eine Freigabe ab 16 Jahren. Laut Schnittberichte.com wurde besagte Episode um knapp vier Minuten gekürzt um eine FSK-16-Einstufung durch die FSK zu erhalten.
Der Verleger Sentai Filmworks gab am 28. Dezember 2020 bekannt, die Anime-Fernsehserie in diversen Regionen der Welt, darunter Nord- und Lateinamerika, Skandinavien, Grönland, Åland, den Färöer-Inseln, die Niederlande, Spanien, Portugal, Südafrika, in Australien und Neuseeland, im Vereinigten Königreich sowie der Republik Irland auf digitaler Ebene zu veröffentlichen. Zudem hat sich der Verlag die Rechte an der Heimvideo-Veröffentlichungen in diesen Regionen gesichert. Der englischsprachige Streamingdienst HiDive kündigte am 16. Februar 2021 an, dass man neben der TV-Version auch die weniger zensierte Redo-Version ausstrahlen werde.

## Episodenliste
| Nr. | Deutscher Titel                               | Originaltitel                                                                                   | Erstausstrahlung Japan | Deutschsprachige Erstveröffentlichung (D/A/CH) | Regie | Drehbuch |
| --- | --------------------------------------------- | ----------------------------------------------------------------------------------------------- | ---------------------- | ---------------------------------------------- | ----- | -------- |
| 1 | Der Heiler und der Neuanfang!                 | 回復術士はやり直す！ Kaifuku Jutsushi wa Yarinaosu!                                             | 13. Jan. 2020          | 23. Dez. 2021                                  | –     | –        |
| Keyaru ist ein gewöhnlicher Junge aus einem Dorf im Königreich Giorial, der davon träumt, eines Tages ein Held zu werden. Eines Tages beim Apfelpflücken ereilt ihn eine Vision, dass er sich zu einem See inmitten des Waldes begeben soll, um das „allsehende Auge“ zu erhalten. Durch das Auge sieht Keyare sein Ich aus der Zukunft und erhält dessen Erinnerungen: Seine Heldengruppe hat ihn über Jahre hinweg gedemütigt, unter Drogen gesetzt und sexuell misshandelt. Er beschließt Rache an seinen ehemaligen Kameraden zu nehmen und bereitet sich auf den Tag seiner Auswahl zum Helden vor. |                                               |                                                                                                 |                        |                                                |       |          |
| 2 | Der Heiler und die Rache an Prinzessin Flare! | 回復術士は、フレア王女を壊す！ Kaifuku Jutsushi wa, Furea Ōjo o Kowasu!                         | 20. Jan. 2020          | 23. Dez. 2021                                  | –     | –        |
| Nachdem sich Keyaru weigert seine Heilkräfte einzusetzen, die ihm beim Einsatz unsägliche Schmerzen bereitet, lässt Prinzessin Flare ihn betäuben und in den Kerker bringen, wo er täglich unter Drogen gesetzt von Dienstmädchen und den königlichen Rittern sexuell missbraucht wird. Dank der Fähigkeit mit seiner Heilmagie Alchemie bewirken zu können, befreit er sich eines Tages und nimmt die Gestalt des Oberhauptes der königlichen Ritter an – und gibt diesem Keyarus Aussehen – und dringt so in die Schlafkammern der Prinzessin ein. Nachdem er ihre Beschützerinnen ausgeschaltet hat, bedroht und vergeht er sich an ihr, löscht ihre Erinnerungen aus und gibt ihr eine neue Gestalt, sowie einen neuen Namen: Freiya. |                                               |                                                                                                 |                        |                                                |       |          |
| 3 | Der Heiler und die Wolfsfrau!                 | 回復術士は、奴隷を買う！ Kaifuku Jutsushi wa, Dorei o Kau!                                      | 27. Jan. 2020          | 23. Dez. 2021                                  | –     | –        |
| Keyaru, der sich nun Keyarga nennt, hat einen Albtraum, der zeigt wie er von den übrigen Helden missbraucht, erniedrigt und fast getötet wurde. Dieser Traum bestärkt ihn, seine Rache weiterzuverfolgen. Im Dorf Lanaritta angekommen bemerken Keyarga und Freya, dass viele Einwohner durch das Trinken von verseuchtem Wasser erkrankt sind. Keyarga fertigt ein Heilmittel an und verkauft dieses an einen örtlichen Händler. Sie besuchen daraufhin einen Sklavenhändler und kaufen sich ein Biestmenschmädchen als Sklavin nachdem Keyarga den Hass in ihren Augen gesehen hat. Zwischenzeitlich bemerkt man im Schloss, dass nicht der Held der Heilmagie im Kerker angekettet wurde, sondern der Kommandant der königlichen Ritter, Leonard. |                                               |                                                                                                 |                        |                                                |       |          |
| 4 | Der Heiler und der Bund mit Setsuna!          | 回復術士は、セツナを手に入れる！ Kaifuku Jutsushi wa, Setsuna o Te ni Ireru!                    | 3. Feb. 2020           | 23. Dez. 2021                                  | –     | –        |
| Keyarga erfährt vom Sklavenhändler, dass es demnächst weitere Sklaven vom Klan der Eis-Wölfe bei ihm zu kaufen geben wird. In seinem Zimmer heilt Keyarga die Wunden des jungen Mädchens und erfährt so, wie sie an den Sklavenhändler geraten war und an wen sich ihre Wut richtet. Als sie erwacht bietet er ihr seine Hilfe an um ihre Kraft zu steigern. Gemeinsam rächen sie sich an ihren Peinigern. Währenddessen schickt der König Leonard aus, um Keyarga gefangen zu nehmen. Leonard schwört sich am Heiler zu rächen. |                                               |                                                                                                 |                        |                                                |       |          |
| 5 | Der Heiler und die Schwertheilige!            | 回復術士は、新しいおもちゃを見つける！ Kaifuku Jutsushi wa, Atarashii Omocha o Mitsukeru!       | 10. Feb. 2020          | –                                              | –     | –        |
| Kurz bevor Keyarga, Freiya und Setsuna Lanaritta verlassen können, werden sie von Kureha – die von den Gerüchten, dass der Held des Schwerts die Söldner-Einheit der königlichen Ritter ausgelöscht und dabei ihre Spezial-Fähigkeit eingesetzt haben soll, hörte – gestellt und es entbrennt ein heftiger Zweikampf zwischen ihr und Keyarga, wobei letzterer seinen Arm verliert. Als er seine Heilmagie wirkt, stellt Kureha fest, dass es sich bei ihrem Gegner um Keyaru handelt. Er schafft es, sie in einem Moment der Unachtsamkeit zu überraschen, ihr Visionen über das Königreich und dessen Gräueltaten zu zeigen und sie so zu manipulieren. Während der Ereignisse in Lanaritta lässt Leonard die Einwohner aus Keyarus Heimatdorf gefangen nehmen und abführen.                                                                                           |                                               |                                                                                                 |                        |                                                |       |          |
| 6 | Der Heiler und die Vergangenheit!             | 回復術士は、血と涙を流す！ Kaifuku Jutsushi wa, Chi to Namida o Nagasu!                         | 17. Feb. 2020          | –                                              | –     | –        |
| Die königlichen Ritter um Kommandant Leonard erreichen mitsamt den gefangen genommenen Einwohnern aus Keyargas Heimatdorf die Stadt Lanaritta und fordern den Helden der Heilung auf, sich zu ergeben. Keyarga bittet Kureha, weitere Informationen zu sammeln um herauszufinden was die Ritter planen während Keyarga selbst getarnt als Ritter in Erfahrung zu bringen versucht, was mit Anna – seiner selbsternannten Ziehmutter und Liebe – geschehen ist. Als dieser von einem anderen Ritter erfährt, dass sich Leonard vor versammelter Ritterschaft und den Dorfbewohnern an ihr vergangen hat, entführt er diesen und übt seine Rache an ihn aus. Kureha berichtet, dass die überlebenden Dorfbewohner als Ketzer im Kolosseum hingerichtet werden sollen und das Norn, Flares jüngere Schwester und zweite Prinzessin, inzwischen wieder in Giorial weilt.     |                                               |                                                                                                 |                        |                                                |       |          |
| 7 | Der Heiler und die Gerechtigkeit!             | 回復術士は、正義を執行する！ Kaifuku Jutsushi wa, Seigi o Shikkō Suru!                          | 24. Feb. 2021          | –                                              | –     | –        |
| Keyarga befindet sich im Kolosseum und stellt sich dem Inquisitionskommando des Königreiches Gioral. Bevor die Ritter ihn einfangen können, beginnt der Held einen Ritter nach dem anderen zu töten, woraufhin auch einige Dorfbewohner hingerichtet werden. Als eine magische Barriere errichtet wird, um Keyargas Kräfte auszusaugen, muss das königliche Heer feststellen, dass diese einen umgekehrten Effekt erzielt. Freiya, die sich als Flare ausgibt, kann das Publikum dazu bringen, sich gegen die Ritter zu stellen. Keyarga bemerkt, dass alle Dorfbewohner durch ein Gift langsam sterben werden, sodass er lediglich einen Jungen retten und dem Händler Goldman übergeben kann. Kureha informiert die Gruppe um Keyarga, dass sich Norn in der Nähe der Stadt Branica nahe dem Dämonkönigreiche aufhält, woraufhin sie sich in Richtung Branica begeben. |                                               |                                                                                                 |                        |                                                |       |          |
| 8 | Der Heiler und der Dämonenkönig!              | 回復術士は、魔王と出会う！ Kaifuku Jutsushi wa, Maō to Deau!                                    | 3. März 2021           | –                                              | –     | –        |
| Die Gruppe um Keyarga erreichen Branica, eine Stadt in der Nähe des Reiches des Dämonenkönigs in der Menschen und Dämonen friedlich zusammenleben und besuchen ein Gasthaus. Als ein mysteriöses Dämonenmädchen sich an ihren Tisch setzt, erkennt Keyaru, dass es sich hierbei um die zukünftige Dämonenkönigin handelt. Als sie von einer Gruppe Dämonen, die es auf das Mädchen abgesehen haben, angegriffen werden, kann Keyarga einen ihrer Angreifer erledigen und einen Fluchtweg freischlagen. In einer heruntergekommenen Scheune in der Stadt erklärt Keyarga Eve – so der Name des Mädchen – scheinbar seine Beweggründe für sein Handeln. Eve, die ihm nicht vertraut, wacht am kommenden Morgen auf und muss sehen wie Keyarga Geschlechtsverkehr mit Freiya und Setsuna hat.                                                                               |                                               |                                                                                                 |                        |                                                |       |          |
| 9 | Der Heiler und Eve!                           | 回復術士は、食べ物の恨みを晴らす！ Kaifuku Jutsushi wa, Tabemono no Urami o Harasu!             | 10. März 2021          | –                                              | –     | –        |
| Keyarga trifft bei einer Untersuchung des Gasthauses auf einen Dämonen des Mad-Cow-Stammes, welche die Gruppe am Vortag angegriffen hat und beschließt, sich für die Verwüstung des Lokals an diese zu rächen. Gemeinsam mit Setsuna schafft er es, die Dämonen gefangen zu nehmen. Tags darauf kauft er beim Händler Karman – mit welchem er sich anfreundet – einen Zauberstab für Freiya und erfährt, dass die königliche Armee mit Blade, der Heldin des Schwerts, Prinzessin Norn und ihrem Leibwächter Hawkeye inzwischen in Branica eingetroffen ist. |                                               |                                                                                                 |                        |                                                |       |          |
| 10 | Der Heiler und die Rache an Blade!            | 回復術士は、可憐な一輪の花になる！ Kaifuku Jutsushi wa, Karen’na Ichirin no Hana ni Naru!       | 17. März 2021          | –                                              | –     | –        |
| Nachdem Keyarga von Karman den Aufenthaltsort von Blade in Erfahrung bringt, tarnt er sich als adelige Frau, um sich der Heldin des Schwertes nähern zu können. In der Stadt hat sie den Ruf gewonnen, hübsche Mädchen unter Drogen zu setzen und zu missbrauchen. Als sich Blade an Keyarga vergehen will, muss sie feststellen, dass es sich bei Keara um ein Mann handelt. |                                               |                                                                                                 |                        |                                                |       |          |
| 11 | Der Heiler und die grausame Norn!             | 回復術士は、ノルンの蛮行に心を痛める！ Kaifuku Jutsushi wa, Norun no Bankō ni Kokoro o Itameru! | 24. März 2021          | –                                              | –     | –        |
| Keyarga, welcher durch seine Magie erfährt, dass Prinzessin Norn in den nächsten Tagen ein Massaker plant, stellt die gefangene Blade vor eine Herausforderung: Sie muss Männer – die mit einem geheimen Trank in willenlose Zombies verwandelt und zudem mit einem Aphrodisiakum erregt wurden – befriedigen, bevor diese sie verzehren können. Er erhält einen göttlichen Edelstein, formt einen Pakt mit diesem und bekommt im Gegenzug die göttliche Waffe Georgius. Auf dem Marktplatz trifft Keyarga auf Hawkeye, der ihm anbietet für die königliche Armee zu arbeiten, da er in ihn einen fähigen Mann sieht. Im Gasthaus beobachtet Keyarga wie die königliche Armee, von Norn angestachelt, beginnt die Bewohner von Branica zu töten, darunter auch Karman, woraufhin Keyarga endgültig Rache schwört.                                                        |                                               |                                                                                                 |                        |                                                |       |          |
| 12 | Der Heiler und die neue Reise!                | 回復術士は、新たなる旅に出る！ Kaifuku Jutsushi wa, Arata Naru Tabi ni Deru!                    | 31. März 2021          | –                                              | –     | –        |
| Keyarga kann Hawkeye in einem Zweikampf töten und Prinzessin Norn entführen. In einem abgeschotteten Keller übt er, für den Tod seines ersten Freundes und das Massaker gegenüber der Bewohner seines Heimatdorfes, Rache an ihr. Er löscht ihre Erinnerungen und gibt ihr mithilfe seiner Magie eine neue Identität: Ellen, Keyargas lange als verschollen geltende kleine Schwester. Sie planen, den amtierenden Dämonenkönig zu töten. Währenddessen beauftragt der König von Giorial Bullet, den Helden der Heilung gefangen zu nehmen. |                                               |                                                                                                 |                        |                                                |       |          |

## Synchronisation
| Rolle                   | japanischer Sprecher(Seiyū)         | deutscher Sprecher |
| ----------------------- | ----------------------------------- | ------------------ |
| Keyaru/Keyarga          | Yūya Hozumi Yōko Hikasa (als Keara) | Adam Nümm          |
| Prinzessin Flare/Freiya | Ayano Shibuya                       | Anna Gamburg       |
| Setsuna                 | Shizuka Ishigami                    | Isabella Vinet     |
| Eve                     | Natsumi Takamori                    | Angelina Geisler   |
| Norn                    | Minami Tsuda                        | Leandra Fili       |
| Kureha Krylet           | Natsuki Aikawa                      | Sarah Alles        |
| Brett                   | Tetsu Inada                         | Kevin Kraus        |
| Blade                   | Mami Fujita                         | Dana Friedrich     |
| Anna                    | Asuka Nishi                         | Johanna Thoring    |

## Rezeption

### In Japan
Obwohl der Anime dazu beitrug, dass die Verkaufszahlen für die Light-Novel- und Mangareihe sowohl für die Printausgaben als auch für die digitale Varianten rasant anstiegen, gingen bei der nationalen Broadcasting Ethics & Program Improvement Organization zahlreiche Beschwerden aufgrund der Darstellungen von sexueller Gewaltszenen und deren Befürwortung bei der Organisation ein. Kritisiert wurde, dass die Darstellung derartiger Szenen einen starken Einfluss auf Kinder und Jugendliche haben könnten. So wurde der Anime im Rahmen der Sitzung des Jugendausschusses besprochen und mit gemischten Gefühlen bewertet. So reichten die Reaktionen von der Fragestellung, mit wie viel Vorsicht man an derartige Themen herangehen sollte bis hin zur Erwägung, Aufzeichnungen von Late-Night-Animes einzuschränken.
Die Serie wurde, laut einer Mitteilung von Rui Tsukiyo, in Japan von vergleichsweise vielen weiblichen Zuschauern gesehen. Tsukiyo bezog diese Informationen aus Statistiken eines nicht genannten Streaminganbieters ohne jedoch näher darauf einzugehen. In den Kommentarspalten verrieten einige weibliche Zuschauer, dass der Protagonist und der Synchronsprecher der Hauptgrund sei, weshalb sie die Serie verfolgen. In Japan verkaufte sich die DVD- und Blu-ray-Version der ersten Volume des Anime, laut Otakomu dessen Zahlen auf die Ermittlungen von Oricon basieren, knapp mehr als 3.000 mal.

### Außerhalb Japans

#### Im Vorfeld
Als bekannt wurde, dass die Light-Novel-Reihe Kaifuku Jutsushi no Yarinaoshi eine Umsetzung als Anime-Fernsehserie erhalten solle, wurde diese Bekanntmachung kontrovers von der Anime-Szene aufgenommen. So veröffentlichte der inzwischen in Tokio lebende australische Webvideoproduzent The Anime Man am 18. Dezember 2019 ein knapp 20-minütiges Video unter dem Titel Revenge Porn: The Anime (WTF Japan) in welchem er sich äußerst negativ über die Entscheidung, diese Light-Novel-Reihe in eine reguläre Animeserie umzusehen äußert. Vor allem Kapitel 14 der Manga-Umsetzung, in dem eine Gruppenvergewaltigung gezeigt wird, hob er besonders negativ hervor.
In diversen Foren wird der Anime arg diskutiert. Im Forum der Nachrichten-Plattform Anime News Network wird unter einigen Forendiskussionen zur Serie ein Warnhinweis geteilt, der zu einer Diskussion aufruft und Kommentare, die die Themen des Animes oder Vergewaltigung relativieren entfernt werden.

„Pre-emptive warning: Anime News Network welcomes and encouraged discussion of this anime and even the social issues that it touches upon. However rape is never an acceptable punishment and we will not tolerate any posts that even remotely suggest that it is. Furthermore we will not tolerate posts that take glee in the controversy that this show is likely to cause, nor will we tolerate any posts that appear to be trollish or baiting in nature. Finally, we ask that all posters be considerate of those who may read these threads and have past traumatic experiences. Failure to abide by this will result in immediate and permanent removal from our community.“

Lynzee Loveridge, eine Herausgeberin von Anime News Network ging weiter und setzte alle Anime-Streamingdienste unter Druck, die Ausstrahlung der Serie im Vorfeld zu verweigern. Außerdem drohte sie, jeden Anbieter die den Anime im Simulcast überträgt zu boykottieren und negativ zu bewerten.

#### Serienbeginn
Für das Anime-Portal Anime News Network rezensierten James Beckett, Nicholas Dupree und Theron Martin die erste Folge der Anime-Serie. Sowohl Beckett als auch Dupree bewerteten Redo of Healer mit der schlechtmöglichsten Bewertung – einem von fünf Sternen. So wird Redo of Healer schlicht als „Rape Porn“ bezeichnet, in der der männliche Protagonist sämtliche weibliche Charaktere durch seine Magie manipuliert und anschließend vergewaltigt. Weiterhin wurde die Bewertung mit der schlechten Animationsqualität begründet. Martin vergab für die erste Episode des Anime immerhin zweieinhalb Sterne.
Carley Garcia schrieb in ihrer Rezension der ersten Episode für Otaquest, dass die Serie seit ihrer Ankündigung im November 2019 eine riesengroße Welle in der Online-Community ausgelöst habe. Dabei stellt sie sich die Frage, ob die Serie ein ähnliches Fiasko für Sentai Filmworks darstellen werde, wie es Interspecies Reviewers im Jahr 2019 für Funimation wurde. Weiterhin fragt sich Garcia, inwieweit die Serie die Vorlage und dessen abscheulicher Handlung adaptiere. Allerdings gab sie zu, dass eine Rachestory auch eine positive Wirkung auf die Zuschauer haben kann, wenn diese richtig umgesetzt werde.
Dee bezeichnete die erste Episode in ihrer Kritik für Anime Feminist als „mehr stumpf als grausam.“ Von der Prämisse her könne sie Keyarus Rachedenken nachvollziehen, da die Menschen des Königreiches in der Serie von Grund auf böse Menschen seien. Auch bezeichnete sie die Basis als erstrebenswerte Ideen für Gender-Normen. Dennoch weiß sie, da sie sich vor der Ausstrahlung der ersten Folge mit der Light-Novel- und Manga-Reihe befasst hat, dass die Serie keinen angenehmen Verlauf nehmen werde. Dennoch zog sie das Fazit, dass die erste Episode zu lasch gewesen sei, um sie in Rage zu bringen. Josh Piedra schrieb, dass Redo of Healer der richtige Anime sei, wenn man nach einer gewagten Serie suche und sensible Themen einem amüsieren. Er bezeichnet die erzählte Geschichte – der vorprogrammierten Kontroverse ausgenommen – nicht als schlecht, sondern eine ähnliche Prämisse wie The Rising of the Shield Hero einschlagend, wobei er bezweifelt, dass Keyaru jemals auf den Pfad des Guten zurückkehren werde. Er lob zudem, dass es sich bei Redo of Healer nicht um einen Isekai-Anime handle.
Das Produktionsteam der Anime-Serie veröffentlichte kurz nach der Ausstrahlung der ersten Episode einen Warnhinweis auf dem Mikroblogging-Dienst Twitter. In diesem raten die Macher Kinder und Jugendliche davon ab, sich die Serie anzusehen. Des Weiteren distanzieren sie sich von jeglichen Inhalten der Serie. Trotz der außerhalb Japans laufenden Diskussionen um die Anime-Serie und der Warnung des Produktionsteams, wählten die Zuschauer des japanischen Fernsehsenders AT-X, welcher die zensierte und unzensierte Version zeigt, Redo of Healer im wöchentlichen Zugriffsranking der Fernsehanstalt auf den ersten Platz zur beliebtesten Serie des Senders. Der Autor der Light-Novel-Reihe, Rui Tsukiyo, schloss die Produktion einer zweiten Staffel in einem Tweet vom 16. Januar 2021 nicht aus.
Nachdem der deutsche Webvideoproduzent Nino Kerl von NinotakuTV exklusiv vom gestrichenen deutschsprachigen Simulcast und den Gründen dazu berichtete, distanzierte sich dieser wenige Tage später nach genauerer Betrachtung, insbesondere nach Episode zwei, von der „verherrlichende[n] Darstellung von Gewalt in all seinen Facetten (ob nun physisch, psychisch oder sexuell)“ und „werde künftig nicht mehr über den Anime Redo of Healer berichten“. Aufgrund der Diskussionen rund um den Anime und Simulcast, schaffte es das vorbestellbare erste Volume von Redo of Healer zeitweise auf Amazon auf Platz eins der Anime-Verkaufscharts und hielt sich einige Tage in den Top 10 der Verkaufsliste, dabei sollte der Artikel zunächst Ende Oktober 2021 erscheinen. Bei dem Phänomen, wenn negative Berichterstattung zu einer besonders großen Bekanntheit führt, handelt es sich um den sogenannten Streisand-Effekt.

### Kommerziell
Kurz nach Veröffentlichung der ersten DVD- und Blu-ray-Disc in Deutschland stiegen alle drei Volumes zwischenzeitlich auf die ersten drei Plätzen der Amazon-Charts der Kategorie Anime in Deutschland ein. Der Verleger Animoon Publishing erklärte auf Nachfrage der Anime2you.de-Redaktion, dass sich Redo of Healer zum bestverkauften Titel des eigenen Onlineshops seit der Gründung des Verlages im Jahr 2016 avanciert habe, ohne dabei konkrete Verkaufszahlen zu nennen. Bereits in der Vorbestellungsphase hielt sich Teil eins der Serie tagelang in den Amazon-Verkaufscharts auf, zeitweise sogar auf Platz eins.